# Schule Alte Straße 1
Die Schule Alte Straße 1 im niedersächsischen Elsfleth im Landkreis Wesermarsch, stammt aus dem 19. Jahrhundert.

Aktuell (2023) wird sie als Grundschule Elsfleth genutzt.
Das Gebäude steht unter Denkmalschutz (siehe auch Liste der Baudenkmale in Elsfleth).

## Beschreibung und Geschichte

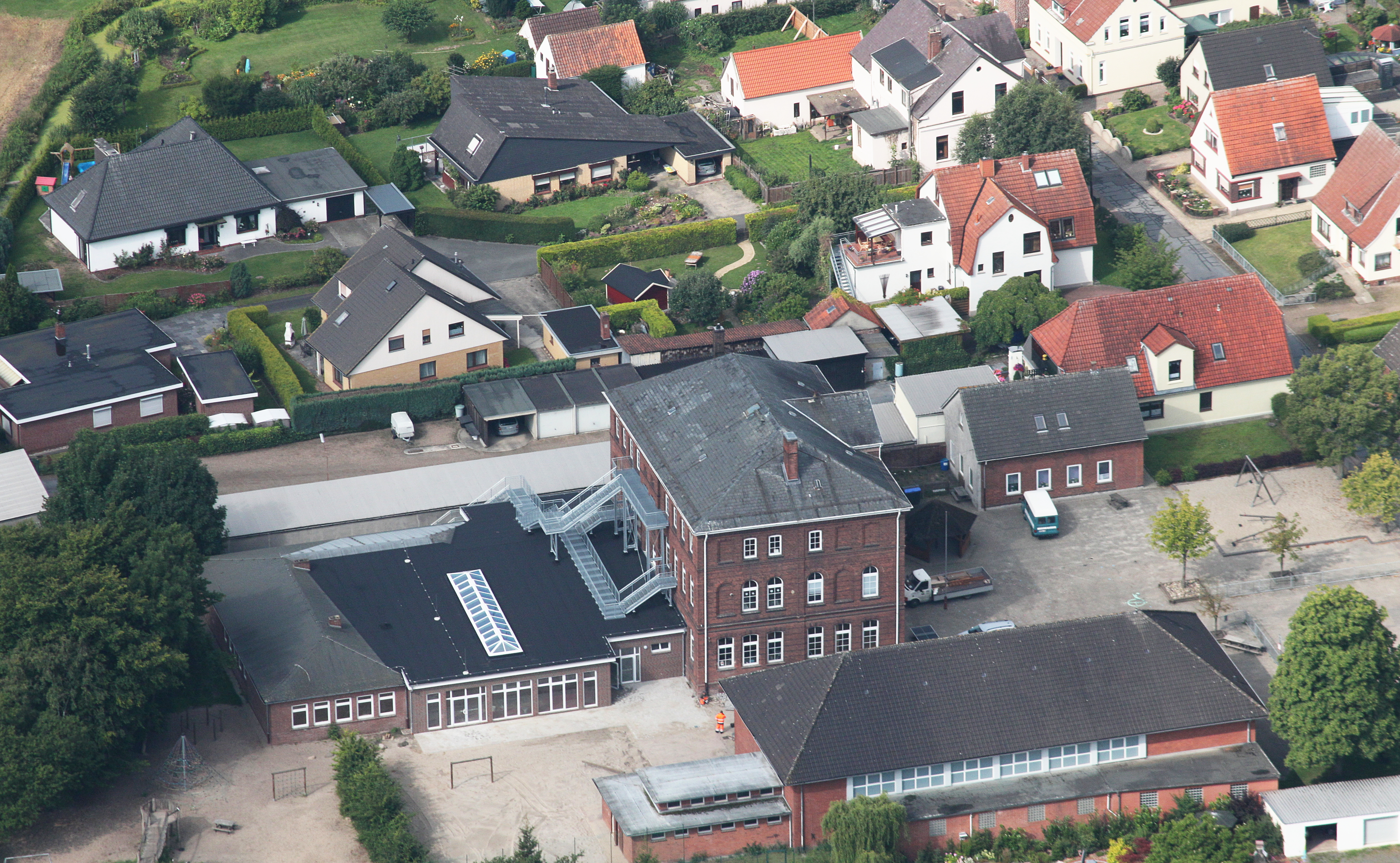
Luftbild, Ostseite

Vor dem Bau der Schule wurden die Kinder in umgebauten, mangelhaft beheizten Wohnhäusern oder in der Küsterei unterrichtet, oft in Ermangelung an Räumen im Schichtunterricht.
Das dreigeschossige neunachsige historisierende verklinkerte Gebäude mit Mezzaningeschoss, Walmdach, mittlerem Giebelrisalit und mit mittigem Eingang wurde 1871 gebaut. Vorbild für das Bauwerk – damals bezeichnet als Elsflether Schulpalast – war das Herbartgymnasium Oldenburg.

Das Gebäude erhielt im 1. Obergeschoss und im Risalit in beiden Obergeschossen rundbogige, ansonsten segmentbogige Fenster. Es wurde durch Lisenen, Zahnschnitt zwischen Erdgeschoss und 1. Obergeschoss, Bogenfries auf Konsolen zwischen 1. und 2. Obergeschoss und am Giebel des Risalits, dort außerdem Blütenfries, kannelierte und korinthisierende Säulen zwischen den Fenstern in den Obergeschossen des Risalits gegliedert und gestaltet.
Hauptlehrer Wellmann hielt 1871 die Eröffnungsrede.
1950 entstand hinter dem Hauptgebäude ein Pavillon mit Klassenräumen. 1971 wurde die Schule umfangreich saniert. Über 400 Kinder wurden 1971 unterrichtet. 2003 fand eine Erweiterung in einem Anbau mit vier Klassenräume statt. 2012 wurde das Hauptgebäude mit dem dahinter liegenden Pavillon verbunden und die Aula kam hinzu sowie der Schulgarten und eine Bibliothek.
Die heutige Grundschule besteht seit 1871/72 als Volksschule und dann nach Ende der 1960er Jahre als Grundschule, nun mit den Schuljahrgängen 1 bis 4. Sie ist aktuell (2023) dreizügig und 222 Kinder besuchen die Schule. 20 pädagogische Kräfte und 7 pädagogische Mitarbeiterinnen unterrichten und betreuen die Kinder.
Das Landesdenkmalamt befand: „geschichtliche Bedeutung … als beispielhafte, für Elsfleth sehr anspruchsvolle Schule des Historismus“.